# Камачо Кирос, Марита
Марита дель Кармен Камачо Кирос (исп. Marita del Carmen Camacho Quirós; 10 марта 1911, Сан-Рамон, Алахуэла — 20 июня 2025, Эскасу, Сан-Хосе) — бывшая первая леди Коста-Рики во время президентства её мужа Франсиско Орлич Больмарсича, с 1962 по 1966 год. Единственная первая леди, ставшая впоследствии супердолгожителем. Являлась 9-м старейшим жителем мира, 3-м — Латинской Америки и старейшим жителем Коста-Рики, возраст которого подтверждён Исследовательской группой геронтологии (GRG). Прожила 114 лет 102 дня.

## Биография
Родилась 10 марта 1911 года в Сан-Рамоне, расположенном в провинции Алахуэла. Её родителями были Салустио Камачо и Сенейда Кирос, оба фермеры. Она была их седьмой дочерью.
Камачо Кирос вышла замуж за бизнесмена и политика Франсиско Хосе Орлича Больмарчича в соседнем городе Наранхо-де-Алахуэла 16 апреля 1932 года. У них было два сына, Франсиско Орлич Камачо и Маурисио Орлич Камачо. В итоге пережила своего мужа, умершего в 1969 году, на 55 лет.
Умерла 20 июня 2025 года в возрасте 114 лет 102 дней. После её смерти итальянка Франка Пилла в возрасте 104 лет стала старейшей из ныне живущих бывших первых леди.

## Первая леди Коста-Рики
8 мая 1962 года Орлич Больмарчич стал президентом Коста-Рики. После инаугурации Камачо Кирос стала первой леди Коста-Рики. Она сохраняла эту должность до 8 мая 1966 года, когда её сменила Клара Фонсека Гварди.
Как первая леди она активно работала для детей, продвигала детские приюты, учебные школы, школьные столовые и общественные центры. Она поддерживала Hospicio de Huérfanos de San José и создание в 1964 году Национальной больницы де Ниньос.
Камачо Кирос совершила несколько поездок за границу со своим мужем в качестве первой леди. Они встретились с Папой Иоанном XXIII, Франсиско Франко и американскими президентами Джоном Ф. Кеннеди, Линдоном Б. Джонсоном.

## Рекорды долголетия
- 10 декабря 2020 года Камачо Кирос стала старейшим известным жителем Коста-Рики после смерти 111-летней Клаудии Сото Саборио.
- 10 марта 2021 года ей исполнилось 110 лет и она стала супердолгожителем.
- 5 апреля 2022 года Камачо Кирос стала старейшим живущим человеком в мире, примечательным не только долголетием, после смерти Станислава Ковальского.
- 10 марта 2023 года она стала 1-м жителем Коста-Рики, достигшим возраста 112 лет.
- 10 марта 2024 года Камачо Кирос стала 1-м жителем Коста-Рики, достигшим возраста 113 лет.
- 10 марта 2025 года она стала 1-м жителем Коста-Рики и 231-м жителем мира, достигшим возраста 114 лет.
- 26 апреля 2025 года, после смерти Окаги Хаяси, Камачо Кирос стала 9-м старейшим жителем мира.